# بيتر لينداو
بيتر لينداو (بالسويدية: Peter Lindau)‏ هو لاعب كرة قدم ومدرب كرة قدم سويدي في مركز الوسط، ولد في 9 ديسمبر 1972 في هالمستاد في السويد. لعب مع نادي آير يونايتد ونادي بارتيك ثيسل ونادي سترومسغودست ونادي هالمستاد.